# L'amico pubblico nº 1
L'amico pubblico nº 1 (Too Hot to Handle) è un film del 1938 diretto da Jack Conway.

## Trama
L'aviatrice Alma Harding è coinvolta dal cineoperatore Bill Dennis in un finto documentario le cui riprese vengono però effettuate da Chris Hunter, un collega rivale di Bill al servizio
di una casa di produzione concorrente. Quando la truffa viene scoperta a causa di alcune scene rivelatrici che dovevano essere tagliate e che sono state invece montate per errore, l'immagine pubblica di Alma ne risente in modo assai grave. Chris e Bill, decisi a riabilitarla, si mettono allora d'accordo per organizzare il salvataggio del fratello di Alma, da mesi disperso nella Guyana Olandese.

## Produzione
Il film venne prodotto dalla Metro-Goldwyn-Mayer.

### Luoghi delle riprese
Le scene della giungla e del fiume vennero girate a Tottiekampu, nella Guyana Olandese.

## Colonna sonora
Tra le musiche è presente Sobre las olas di Juventino Rosas.

## Distribuzione
Distribuito nelle sale statunitensi il 16 settembre 1938; in Italia venne distribuito dalla Titanus nell'aprile del 1949.